# 特攻隊戦没者慰霊顕彰会
公益財団法人特攻隊戦没者慰霊顕彰会（とっこうたいせんぼつしゃいれいけんしょうかい）は、日本の財団法人。先の大戦で亡くなった特攻隊戦没者を記憶し慰霊顕彰すると共に、特攻隊および隊員の史実を後世に伝え、日本の恒久平和と発展を目的とする。

## 事業内容
- 特攻隊戦没者の慰霊祭実施及び他関連慰霊祭への参加、協力
- 会報「特攻」の発行[注釈 1]による特攻隊戦没者の伝承及び事業活動の普及、広報
- 特攻隊戦没者に関する資料及び情報の収集、調査及び関連出版物の作成、図書の貸出し
- 全国護国神社等への「あゝ特攻勇士之像」の建立と奉納
- その他前項の目的を達成するために必要な事業[1]

## 沿革
- 1952年（昭和27年）5月 特攻平和観音像を造立、音羽護国寺で東久邇元宮臨席のもと開眼供養。

発起人：元海軍大将・及川古志郎、高橋三吉、元陸軍大将・河辺正三、元陸軍中将・菅原道大、元海軍中将・寺岡謹平）
- 1953年（昭和28年）5月 世田谷山観音寺に特攻平和観音像を奉還し、特攻平和観音奉賛会を設立。
- 1956年（昭和31年）5月 同寺内に華頂宮家遺愛の念仏堂を移築、特攻平和観音像を遷座し、特攻観音堂として落慶法要する。以後、毎年秋分の日に、年次法要を実施。
- 1982年（昭和57年）9月 竹田恒徳を会長に迎え、会名を特攻隊慰霊顕彰会として全国的な組織となる。
- 1993年（平成5年）11月 「財団法人特攻隊戦没者慰霊平和祈念協会」として認可を受ける。
- 1994年（平成6年）3月　千鳥ヶ淵戦没者墓苑にて追悼式を挙行。九段会館にて設立総会を開催。
- 1999年（平成11年）3月　靖國神社に 特攻勇士之像を建立、寄贈。
- 2007年（平成19年）4月 全国護国神社へ「あゝ特攻勇士之像」奉納事業を開始。
- 2011年（平成23年）1月 公益財団法人に認定され、「公益財団法人特攻隊戦没者慰霊顕彰会」に名称を変更[1]。

※ 公益財団法人特攻隊戦没者慰霊顕彰会 第三編　顕彰譜 特攻隊戦没者慰霊顕彰事業の戦後の歩みも参照のこと。

## 発行書籍
- 『特別攻撃隊全史』（第2版）[2]　令和2年11月30日
- 『森丘哲四郎手記』[3]　平成27年12月21日

## 歴代理事長（公益財団法人認定以前は会長）
- 竹田恒徳 1982年（昭和57年）9月 -
- 瀬島龍三 1992年（平成04年）5月 -
- 山本卓眞 2004年（平成16年）４月 -
- 杉山蕃　 2011年（平成23年）7月 -
- 藤田幸生 2016年（平成28年）7月 -
- 岩﨑茂　 2022年（令和04年）7月 -

## 関係者
- 田中賢一 会報『特攻』元編集長。